# 第36屆金酸莓獎
第36屆金酸莓獎（英語：36th Golden Raspberry Awards）是於2015年頒發給表現最差的電影工作者。初選名單於2015年12月22日公布，入圍名單於2016年1月13日公布，正式獲得名單於在2016年2月27日釋出。本屆的最差影片項目首次同時讓兩部獲得。

## 獲獎者和提名者
| 最差影片 - 《驚奇4超人》（二十世紀福斯） - 《格雷的五十道陰影》（環球影業/焦點影業） - 《朱比特崛起》（華納兄弟） - 《百貨戰警2》（哥倫比亞影業） - 《世界大對戰》（哥倫比亞影業） | 最差導演 - 喬許·傳克-《驚奇4超人》 - 安迪·菲克曼-《百貨戰警2》 - 湯姆·席斯-《人形蜈蚣3》 - 珊·泰勒·強森-《格雷的五十道陰影》 - 華卓斯基姐弟-《朱比特崛起》 |
| 最差男主角 - 傑米·道南-《格雷的五十道陰影》：克里斯欽·格雷 - 強尼·戴普-《神鬼大盜》：查理·摩迪凱 - 凱文·詹姆斯-《百貨戰警2》：保羅·布拉特 - 亞當·山德勒-《命運鞋奏曲》&《世界大對戰》：麥克斯·辛姆金&山姆·布倫納 - 查尼·塔圖-《朱比特崛起》：肯恩·懷斯 | 最差女主角 - 達珂塔·強生-《格雷的五十道陰影》：安娜塔希婭·「安娜」·史迪爾 - 凱瑟琳·海格-《甜蜜地獄之家》：蒙娜·尚帕涅 - 蜜拉·庫妮絲-《朱比特崛起》：朱比特·瓊斯 - 珍妮佛·洛佩茲-《隔壁的男孩殺過來》：克萊兒·彼得森 - 葛妮絲·派特洛-《神鬼大盜》：喬安娜·摩迪凱                                              |
| 最差男配角 - 艾迪·瑞德曼-《朱比特崛起》：拜冷·阿巴薩克斯 - 吉維·蔡斯-《扭轉時光機2》&《全家玩到趴》：熱水澡盆修理工&克拉克·葛雷斯沃德 - 喬許·蓋德-《世界大對戰》&《伴郎友沒友》：勒德洛·拉蒙索夫&道格·哈里斯 - 凱文·詹姆斯-《世界大對戰》：威廉·庫柏總統 - 傑森·李-《鼠來寶：鼠喉大作讚》：大衛·「戴夫」·塞維利亞                                                            | 最差女配角 - 凱莉·庫柯-《鼠來寶：鼠喉大作讚》（配音）&《伴郎友沒友》：愛莉諾&葛蕾琴·帕瑪 - 魯妮·瑪拉-《潘恩：航向夢幻島》：虎蓮公主 - 蜜雪兒·摩納漢-《世界大對戰》：維爾莉特·凡·帕頓中校 - 茱莉安·摩爾-《第七傳人》：瑪爾金女王 - 亞曼達·塞佛瑞-《聖誕好家在》&《潘恩：航向夢幻島》：露比&瑪莉               |
| 最差搭檔 - 《格雷的五十道陰影》-傑米·道南與達珂塔·強生 - 《驚奇4超人》-四名英雄（麥爾斯·泰勒、麥可·B·喬丹、凱特·瑪拉與傑米·貝爾） - 《神鬼大盜》-強尼·戴普和他的鬍子 - 《百貨戰警2》-凱文·詹姆斯與他的賽格威或鬍子 - 《命運鞋奏曲》-亞當·山德勒與任一雙鞋子 | 最差前傳、重拍、惡搞及續集電影 - 《驚奇4超人》（二十世紀福斯） - 《鼠來寶：鼠喉大作讚》（二十世紀福斯） - 《扭轉時光機2》（派拉蒙影業/米高梅） - 《人形蜈蚣3》（IFC電影公司） - 《百貨戰警2》（哥倫比亞影業）                                                                                                |
| 最差劇本 - 《格雷的五十道陰影》（凱莉·馬塞爾編劇，改編自埃里卡·倫納德的小說） - 《驚奇4超人》（傑里米·史雷特、賽門·金柏格與喬許·傳克編劇，改編自史丹·李和傑克·柯比所創作的漫威漫畫角色） - 《朱比特崛起》（華卓斯基姐弟編劇） - 《百貨戰警2》（尼克·貝凱與凱文·詹姆斯編劇） - 《世界大對戰》（提姆·赫利希與提莫西·道林編劇，提姆·赫利希所提供的故事改編自派屈克·吉恩的短片） | 金酸梅最佳贖莓獎 - 席維斯·史特龍（從多次金酸莓得主到2015年獎項競爭者的《金牌拳手》） - 伊莉莎白·班克絲（從《激愛543》的金酸莓得主到2015年執導的賣座電影《歌喉讚2》） - 奈·沙馬蘭（從多次金酸莓提名和得主到2015年執導的恐怖片《探訪》） - 威爾·史密斯（從《地球過後》的金酸莓得主到2015年主演的《震盪效應》） |

## 外部連結
- 官方网站